# The Dallas Morning News

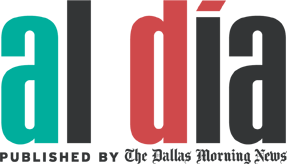
Al Día ist die spanischsprachige Schwesterzeitung

The Dallas Morning News ist die bedeutendste Tageszeitung in der texanischen Großstadt Dallas. Sie wurde am 1. Oktober 1885 als Ableger der Galveston Daily News von Alfred Horatio Belo gegründet.
Seit der Einstellung des Dallas Times Herald im Jahr 1991 ist sie die einzige große Tageszeitung in Dallas und gehört zu den 20 größten Zeitungen der USA. Sie erscheint montags bis samstags mit einer Auflage von etwa 410.000 und sonntags mit einer Auflage von knapp 700.000 Exemplaren.
2016 empfahl die Zeitung erstmals seit über 75 Jahren (seinerzeit Franklin D. Roosevelt) mit Hillary Clinton einen US-Präsidentschaftskandidaten der Demokratischen Partei.
Die spanischsprachige Schwesterzeitung Al Día erscheint täglich online und zweimal wöchentlich (mittwochs und samstags) als Printausgabe.

## Auszeichnungen

### Pulitzer-Preis
- 1986: Berichterstattung im Inland[4]
- 1989: Hintergrundberichterstattung[5]
- 1991: Feature-Fotoberichterstattung[6]
- 1992: Investigativer Journalismus[7]
- 1993: Fotoberichterstattung von aktuellen Schauplätzen[8]
- 1994: Auslandsberichterstattung[9]
- 2004: Aktuelle Fotoberichterstattung[10]
- 2006: Aktuelle Fotoberichterstattung[11]
- 2010: Leitartikel[12]

### George Polk Awards
- 1990: Gayle Reaves, David Hanners und David McLemore (Regional Reporting)[13]
- 1994: Olive Talley (Education Reporting)[14]

### Overseas Press Club Awards
- 2001: Cheryl Diaz Meyer (The John Faber Award: Best photographic reporting from abroad in newspapers and wire services)[15]